# Elaterídeos

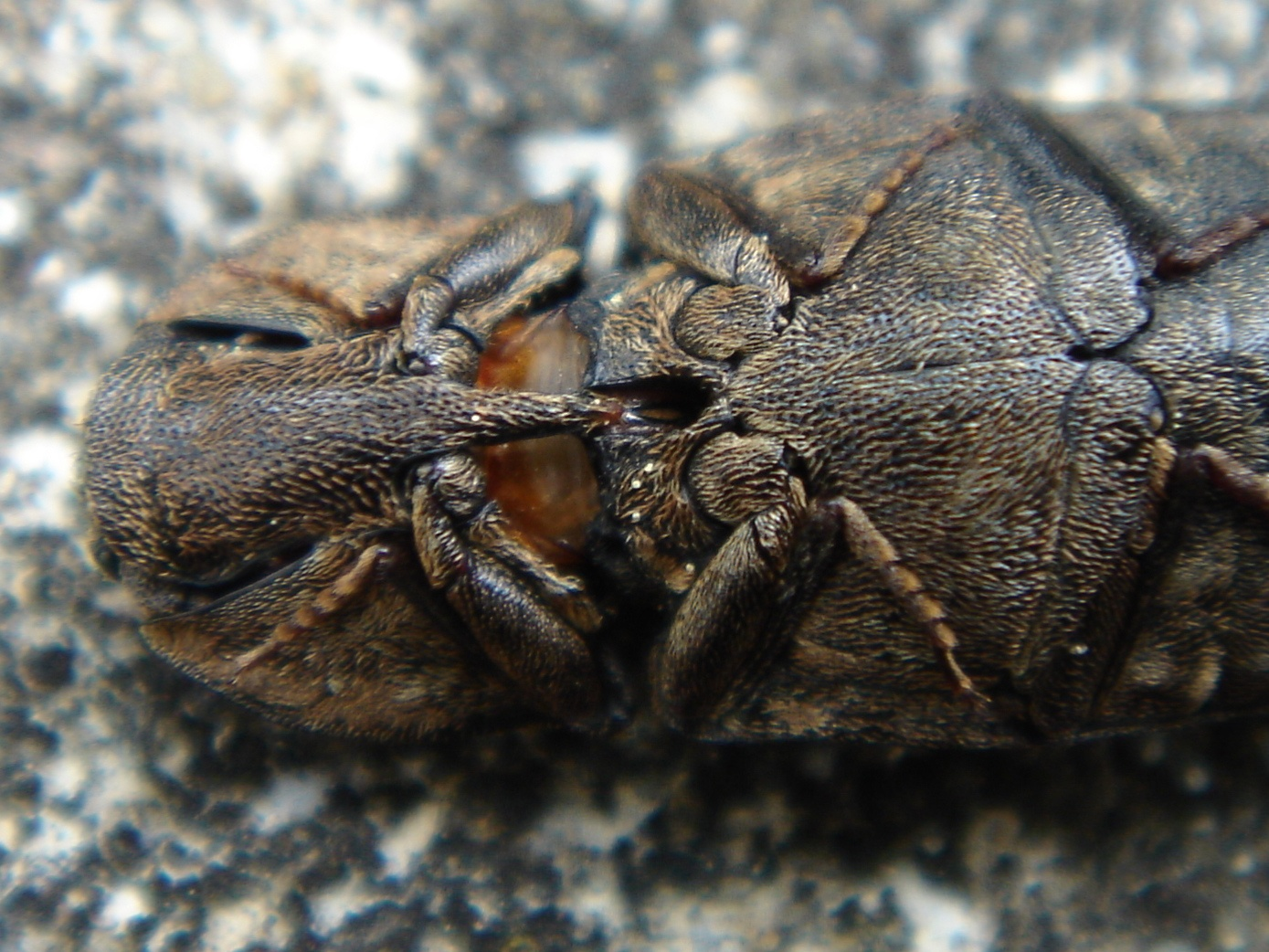
Adelocera murina voltada sobre o dorso, distinguindo-se o mecanismo sonoro.

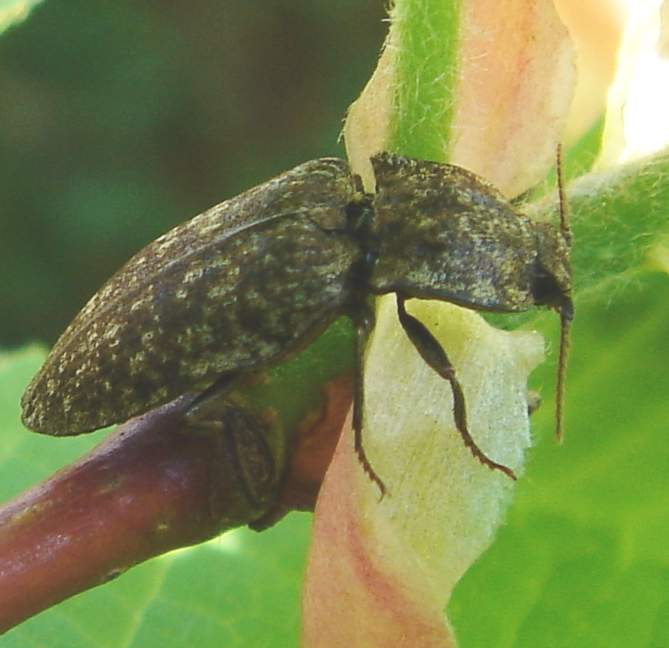
Adelocera murina sobre um ramo.

Elaterídeos (cientificamente denominados Elateridae Leach, 1815 ) são uma família cosmopolita de coleópteros polífagos caracterizada pelo seu incomum mecanismo de produção de som. A família agrupa cerca de 7000 espécies.

## Descrição
A família Elateridae distingue-se por todos os seus membros apresentarem o mesmo mecanismo de produção de som, capaz de emitir um sonoro clique ao mesmo tempo que produz um rápido e violento salto. Em todos os elatéridos conhecidos existe um espinho no proesterno que gera um ruído curto e intenso, do tipo clique, ao penetrar num entalhe existente no mesoesterno. O violento clique produzido pode lançar o insecto no ar. O clique é usado para evitar ser predado, assustando o predador, e é útil quando o animal fica deitado sobre o dorso e necessita de se erguer rapidamente.
Embora os membros deste táxon possam ser grandes e coloridos, frequentemente verde ou verde metálico brilhante, muitos são de pequenos a medianos, com comprimento inferior a 2 cm, e de coloração escura e discreta. São tipicamente nocturnos e fitófagos. Durante as noite são atraídos pela luz artificial, motivo pelo qual entram nas casas através de janelas e portas abertas. As larvas de umas poucas espécies, chamadas larvas-arame ou vermes-arame, podem ser pragas sérias do milho e de outros grãos.
As larvas-arame são delgadas, longas, cilíndricas ou ligeiramente achatadas, com revestimento quitinoso relativamente duro quando comparadas com outras larvas. Os três pares de patas do tórax são curtas e as últimas (abdominais) são directamente dirigidas para baixo para servir de protopatas terminais. A parte final posterior do corpo é pontiaguda nas larvas de Agriotes spp. que são as larvas-arame mais conhecidas, mas noutras espécie comum, Athous haemorrhoidalis, a cauda é bífida e de bordos afilados. Podem viver dois ou três anos no solo, comendo raízes de plantas, causando muito dano às culturas afetadas, especialmente a cereais. Os seus hábitos subterrâneos fazem destas larvas pragas difíceis de exterminar. O método mais eficaz é a rotação de culturas e a utilização de tratamentos com iscos tóxicos antes da sementeira. Movem-se facilmente através do solo devido à sua forma, passando de planta em planta, destruindo muitas raízes num curto período. Outras espécies subterrâneas, como os Tipulidae, que não têm patas, e os miriápodos, que podem chegar a ter 200, são confundidas com os vermes-arame, os quais, contudo, apresentam sempre seis patas.

## Lista parcial de géneros
Entre outros, a família Elateridae inclui os seguintes géneros:
| Actenicerus Adrastus Aeolus Agriotes Agrypnus Alaus Ampedus Anchastus Anostirus Aplotarsus Athous Berninelsonius Betarmon Brachygonus Brachylacon Calambus Cardiophorus Chalcolepidus Cidnopus | Conoderus Crepidophorus Ctenicera Dacnitus Dalopius Danosoma Denticollis Diacanthous Dicronychus Dima Drasterius Eanus Ectamenogonus Ectinus Elater Eopenthes Fleutiauxellus Hemicrepidius Horistonotus | Hypnoidus Hypoganus Hypolithus Idolus Ischnodes Itodacne Lacon Limoniscus Limonius Liotrichus Megapenthes Melanotus Melanoxanthus Metanomus Negastrius Neopristilophus Nothodes Oedostethus Orithales | Paracardiophorus Paraphotistus Peripontius Pheletes Pityobius Podeonius Porthmidius Procraerus Prodrasterius Prosternon Pseudanostirus Pyrophorus Quasimus Reitterelater Selatosomus Sericus Simodactylus Stenagostus Synaptus Zorochros |